# Absorpcja technologii
Absorpcja technologii – proces rozpoznania, przyjęcia, zaakceptowania, wprowadzenia oraz szerzenia określonej technologii w organizacji, uwzględniający kontekst strategiczny, organizacyjny, techniczny oraz środowiskowy.
Poziom absorpcji technologii zależy zarówno od czynników zewnętrznych (egzogenicznych), jak i wewnętrznych (enodgenicznych).
W tej pierwszej grupie znajdują się m.in.:
- uwarunkowania prawne – w branżach mocno regulowanych (bankowość, ubezpieczenia) absorpcja innowacyjnych technologii może przebiegać inaczej, niż np. w branży e-commerce czy mediów elektronicznych;
- ekonomiczno-społeczne – dostępność lub niedostępność osób w wieku produkcyjnym może powodować mniejsze lub większe zainteresowanie absorpcją określonych technologii (np. z zakresu automatyzacji i robotyzacji procesów biznesowych); to samo dotyczy kosztów pracy i kształtowania się poziomu wynagrodzeń;
- dojrzałość technologii – większa dojrzałość technologii (wyrażona np. stabilnością działania rozwiązań stworzonych z jej wykorzystaniem) wpływa pozytywnie na jej poziom absorpcji.

Do grupy czynników wewnętrznych zaliczyć można np.:
- strukturę wiekową pracowników organizacji (generalnie: młodzi pracownicy najczęściej są w większym stopniu otwarci na innowacyjne technologie);
- otwarta kultura współdziałania – im jest ona bardziej popularna w danej organizacji, tym wyższy może być poziom absorpcji technologii;
- świadomość technologiczna pracowników (w szczególności decydentów) – im jest wyższa, tym wyższy może być poziom absorpcji.

W obecnym świecie zdolność absorpcji technologii stanie się kluczowym czynnikiem w walce konkurencyjnej i z tego względu nie może być rozpatrywana jako jednorazowe zdarzenie.